# 유리의 미풍
《유리의 미풍》(일본어: 硝子の靡風 가라스노 카제[*])는 KOTOKO의 2집 앨범이다.

## 개요
- KOTOKO의 메이저 2번째 앨범.
- 제목은 본디〈硝子の風〉로 할 예정이였지만 이것만으로는 약해보인다는 이유로 〈靡く〉라는 한자를 써,〈硝子の靡風〉로 변경되었다.[출처 필요]
- 전 작품까지 이번 작까지 발매된 곡 중 〈覚えてていいよ〉의 양 A면〈DuDiDuWa*lalala〉,〈Re-sublimity〉의 B면곡〈agony〉〈Suppuration-core-〉, 3집 싱글〈地に還る ~on the earth~〉은 미수록 되었다.

## 수록 곡
1. RETRIEVE (5:47)
작사: KOTOKO, 작곡・편곡: 다카세 가즈야
  - 제목대로 고향인 삿포로나 소중한 동료를 가슴에 품고 열심히 살아가지는 주제를 테마로 하고 있다.
  - 덧붙여 곡 중에 나오는 《棕櫚》란, 야자과 식물의 명칭
2. Wing My Way (6:01)
작사: KOTOKO, 작곡・편곡: 다카세 가즈야
  - TGL의 RPG 〈파란드 심포니〉오프닝 곡의 리믹스. I've의 앨범〈Disintegration〉에는 다른 버전이 수록되어 있다.
  - 2005년 7월 미국 애너하임에서 개최된〈아니메 엑스포 2005〉에서 테마 송으로 쓰였다. 이 이벤트에는 KOTOKO도 게스트로 참석해 라이브를 불렀다.
3. 覚えてていいよ (4:11)
작사: KOTOKO, 작곡・편곡: 나카자와 도모유키
4. ため息クローバー (5:11)
작사・작곡: KOTOKO, 편곡: 다카세 가즈야
5. Meconopsis (6:15)
작사・작곡: KOTOKO, 편곡: I've
6. ささくれ (4:50)
작사・작곡: KOTOKO, 편곡: C.G mix
7. 琥珀 (5:14)
작사: KOTOKO, 작곡: KOTOKO・나카자와 도모유키, 편곡: 나카자와 도모유키・오자케 다케시
8. Re-sublimity (5:19)
작사: KOTOKO, 작곡・편곡: 다카세 가즈야
9. 硝子の靡風 (5:06)
작사・작곡: KOTOKO, 편곡: 다카세 가즈야
  - 타이틀 곡
  - 〈Anime TV〉엔딩 테마
10. 421-a will- (4:54)
작사: KOTOKO, 작곡: 나카자와 도모유키, 편곡: 나카자와 도모유키・오자케 다케시
  - 후에 4집 싱글로 싱글 컷 된다.. 본인이 말하길 "이 앨범의 서브 타이틀 곡"이라 한다.
11. Free Angels (4:21)
작사・작곡: KOTOKO, 편곡: SORMA No.1
12. β-粘土の惑星 (6:04)
작사・작곡: KOTOKO, 편곡: 다카세 가즈야
  - 2004년 라이브 투어 회장 한정 팸플릿 동봉 CD에 수록된 곡.
13. 赤い玉, 青い玉 (5:58)
작사・작곡: KOTOKO, 편곡: 교다 세이이치
  - 본인이 말하길 "추석 송"이라 한다. (9월 24일 FM방송 Music storage에서)

## 초회 특전
- 〈KOTOKO直筆歌詞カード〉 (통상판・초회한정판)
- 〈硝子の靡風〉 프로모션 비디오, 메이킹 필름 DVD (초회한정판)
- スリーブケース仕様 (초회한정판)